# Прапорщик

Погон прапорщика на польовому однострої

Пра́порщик (рос. прапорщик від церк.-слов. пра́поръ), заст. підхору́нжий — військове звання молодшого командного (унтер-офіцерського) складу в армії багатьох країн.
Близький еквівалент званню «прапорщик» — молодше офіцерське звання енсин, що існує (або існувало) у ряді країн. Зазначене військове звання в Україні має відповідний код у НАТО OR-8.
В Україні з 1 жовтня 2020 року відповідником званню прапорщика є звання штаб-сержант.

## Історія
У армії Московського царства за указом царя Олексія Михайловича в 1649 році вперше прапорщиками стали називатися прапороносці, що призначалися із числа наймужніших, фізично міцних, перевірених у боях воїнів. Петро І, створюючи регулярну армію, в 1712 році ввів військове звання прапорщика як перший (молодший) чин офіцерського складу в піхоті і кавалерії. У 1699—1716 роках чин прапорщика вирізнявся срібним горжетом у військовому строю: поле горжету, обідок і полковий гербовий знак (з 1775 р. — державний герб). Від 1 січня 1827 р. звання прапорщика (у складі обер-офіцерів) відрізнялося однією зірочкою на еполетах.
В 1811 р. воно введене і в артилерії. В 1884 чин прапорщика був залишений в армії тільки для воєнного часу, з 1886 року встановлений для молодших офіцерів запасу. В чині прапорщика залишив військову службу всесвітньо відомий анархіст М. О. Бакунін (1814—1876).
До 1917 року звання прапорщика присвоювалося особам, що закінчили прискорений курс військових училищ або шкіл прапорщиків, та склали екзамени за певною програмою. У воєнний час допускалося присвоєння звання прапорщика за бойові заслуги (без іспиту) унтер-офіцерам, що мали вищу або середню освіту. Звичайно прапорщики призначалися командирами взводів і на відповідні їм посади.
Згідно Табеля про ранги звання прапорщика у піхоті прирівнювалося до 14-го класу, до корнета у кавалерії, до хорунжого у тогочасних козаків, до цивільного звання колезького реєстратора (власникові 14 класу до 1845 р. надавалося особисте дворянство і до 1917 р. почесне громадянство),.

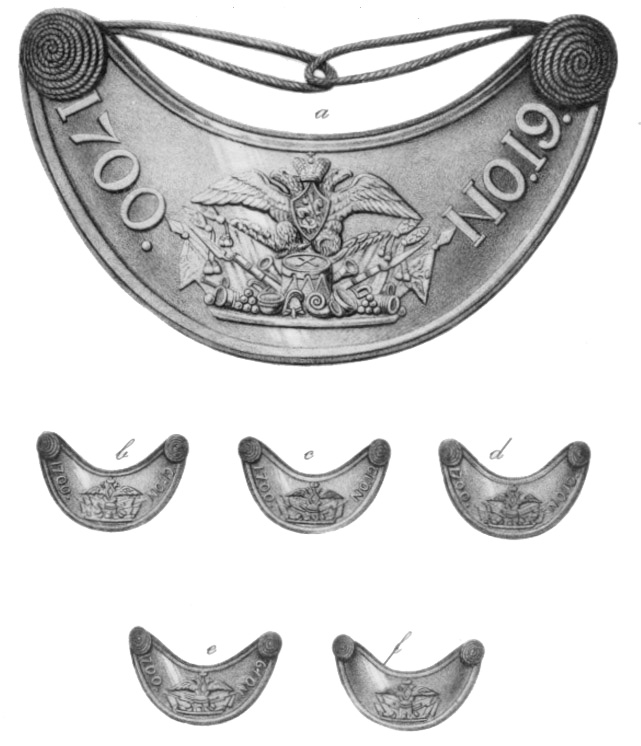
Гвардійський офіцерський горжет прапорщика (а) встановлений 20 вересня 1808 р.
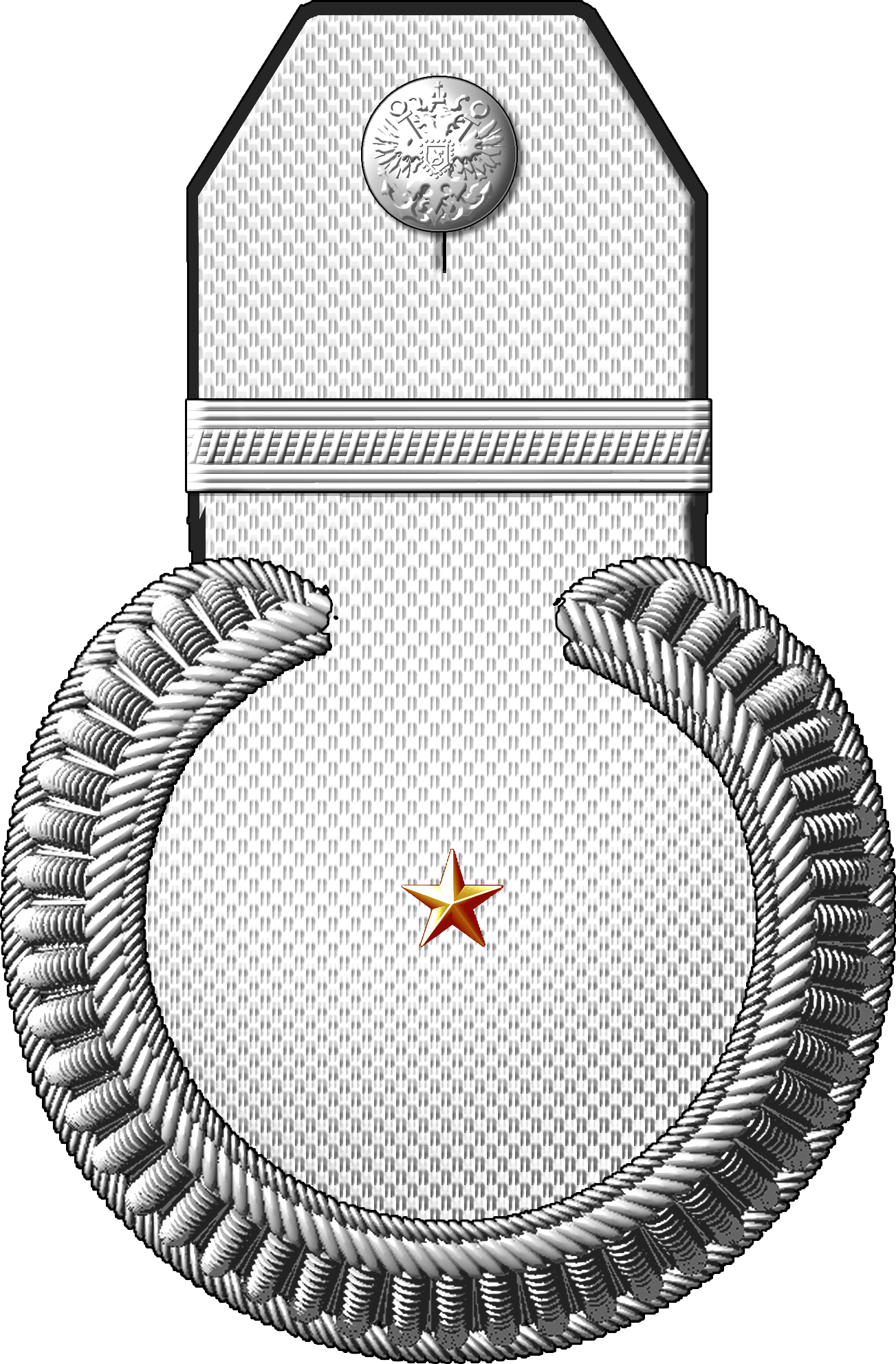
Еполет класного чину «прапорщик механічної частини» флоту (1905—1913)
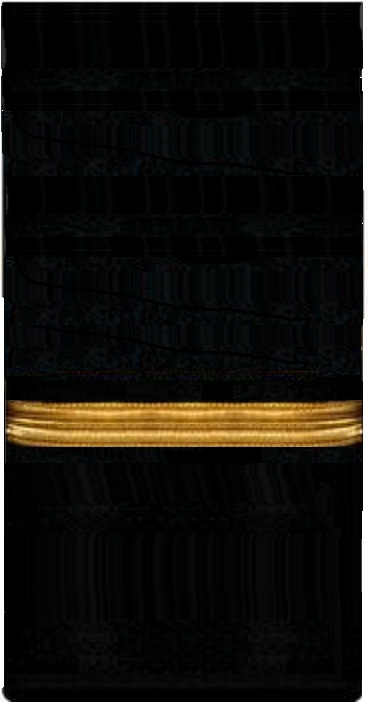
Нарукавний знак «прапорщик, колезький реєстратор» флоту
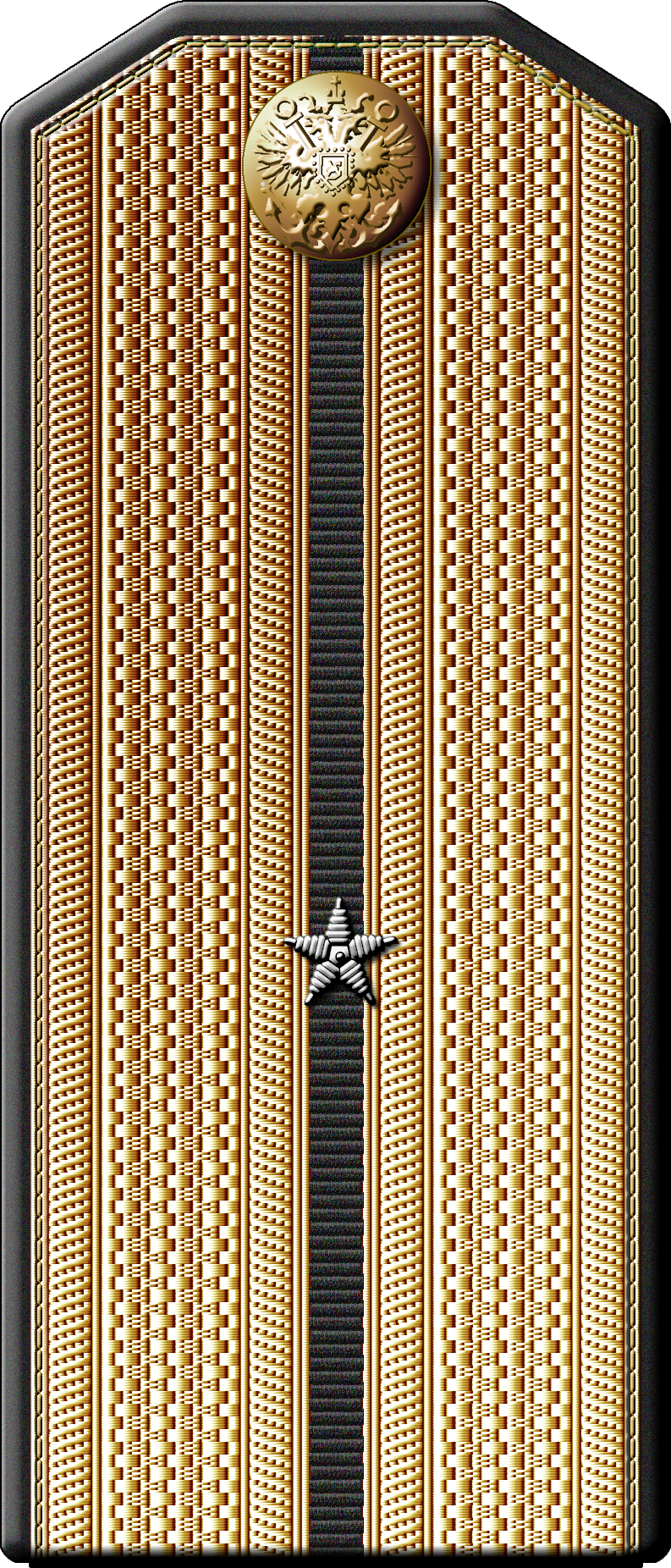
Погон прапорщика (мічмана) Російської імператорської армії (1855—1917)
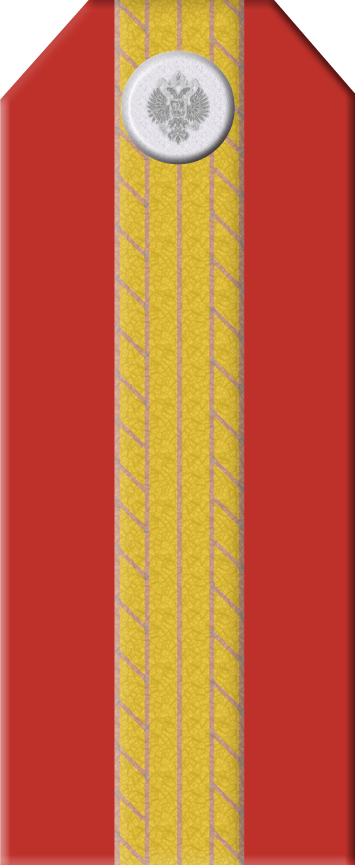
Погон підпрапорщика Російської імперії (1883-1917)
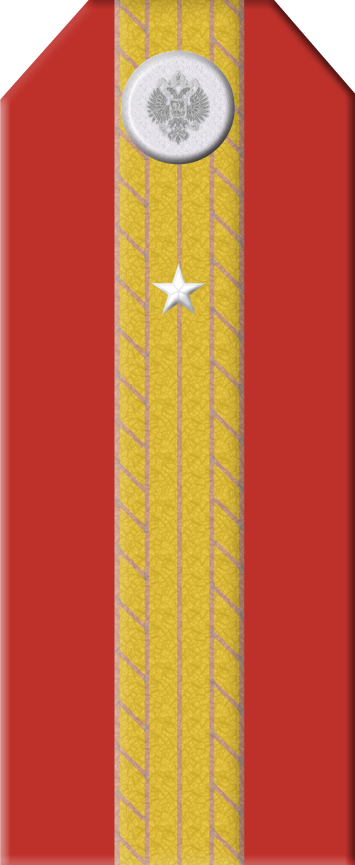
Погон зауряд-прапорщика Російської імперії (1891-1912)
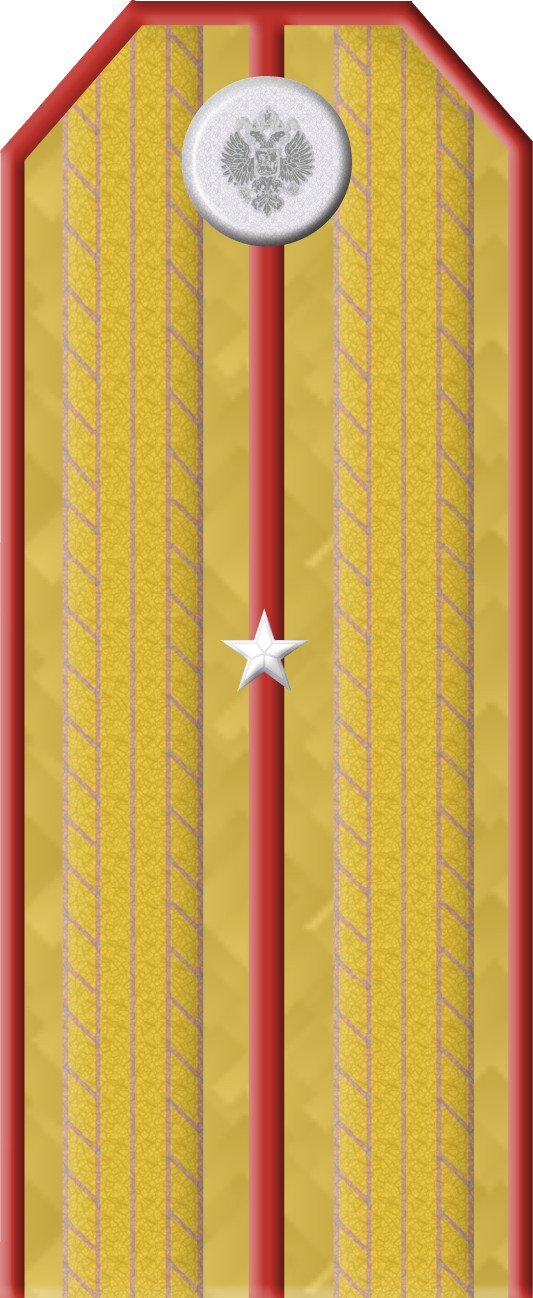
Погон прапорщика Російської імперії (1909—1917)

У Збройних силах СРСР звання прапорщика і мічмана введено з 1 січня 1972 року (проіснували до 1991 р.). Прапорщики й мічмани являли собою окрему категорію військовослужбовців. За своїм службовим становищем, обов'язками і правами вони займають місце, близьке до молодших офіцерів, є їхніми найближчими помічниками й начальниками для солдатів (матросів) і сержантів (старшин) однієї з ними частини.
| від 1972 |                       |                               |                       |                               |                       |                               |           |                   |
|          | Прапорщик (1971—1991) | Старший прапорщик (1981—1991) | Прапорщик (1971—1991) | Старший прапорщик (1981—1991) | Прапорщик (1971—1991) | Старший прапорщик (1981—1991) | Прапорщик | Старший прапорщик |

Військове звання прапорщика в Україні надавалося тим, хто служив та служить на військовій службі за контрактом на посаді прапорщика (мічмана):

- військовослужбовцям рядового, сержантського і старшинського складу, котрі прослужили на строковій службі не менш як 1 рік маючи перед присвоєнням звання повну загальну середню освіту та закінчили школу прапорщиків, техніків або інші відповідні навчальні заклади, де відбувається вишкіл на військово-облікову спеціальність прапорщиків (мічманів);
- хто прослужив на строковій військовій службі не менше 1 року і має вищу освіту відповідну військово-обліковій спеціальності;
- хто призначений на посаду прапорщика (мічмана) і успішно виконує обов'язки на відповідній посаді у воєнний час[4].

Прапорщики носили погони і нарукавні знаки розрізнення встановленого зразка. У Збройних силах України військові звання прапорщика та старшого прапорщика, відносяться до військових звань старшинського та сержантського складу. Від 5 липня 2016 року військове звання прапорщика ЗСУ відображає широкий шеврон і дуга, старшого прапорщика — вузький шеврон з широким шевроном та дугою (відповідно Наказу № 606 Міністерства оборони України від 20 листопада 2017 р.).
Законом № 205-IX від 17 жовтня 2019 р. в Україні з 1 жовтня 2020 року замінено звання прапорщика на штаб-сержанта, відповідне йому корабельне звання мічмана — на штаб-старшину.

## Галерея знаків розрізнення прапорщика і мічмана в Україні
|  | Збройні сили України (до 2016) | Збройні сили України (до 2016) | Військово-морських сил України | Військово-морських сил України    | Міліція України (до 2016) | Міліція України (до 2016) | Збройні сили України (2016) | Збройні сили України (2016) |
|  | ------------------------------ | ------------------------------ | ------------------------------ | --------------------------------- | ------------------------- | ------------------------- | --------------------------- | --------------------------- |
|  |                                |                                |                                |                                   |                           |                           |                             |                             |
|  | Старший прапорщик              | Прапорщик                      | Старший мічман                 | Мічман (Військово-медична служба) | Старший прапорщик         | Прапорщик                 | Старший прапорщик           | Прапорщик                   |

| нижче за рангом: Старшина | Прапорщик 1991-2020 | вище за рангом: Старший прапорщик |

## Галерея знаків розрізнення прапорщика в інших країнах

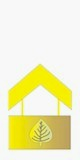
Praporščak Прапорщик
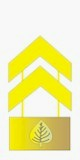
Višji praporščak Старший прапорщик
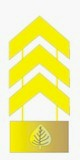
Štabni praporščak Штабний прапорщик
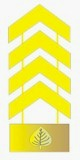
Višji štabni praporščak Старший штабний прапорщик

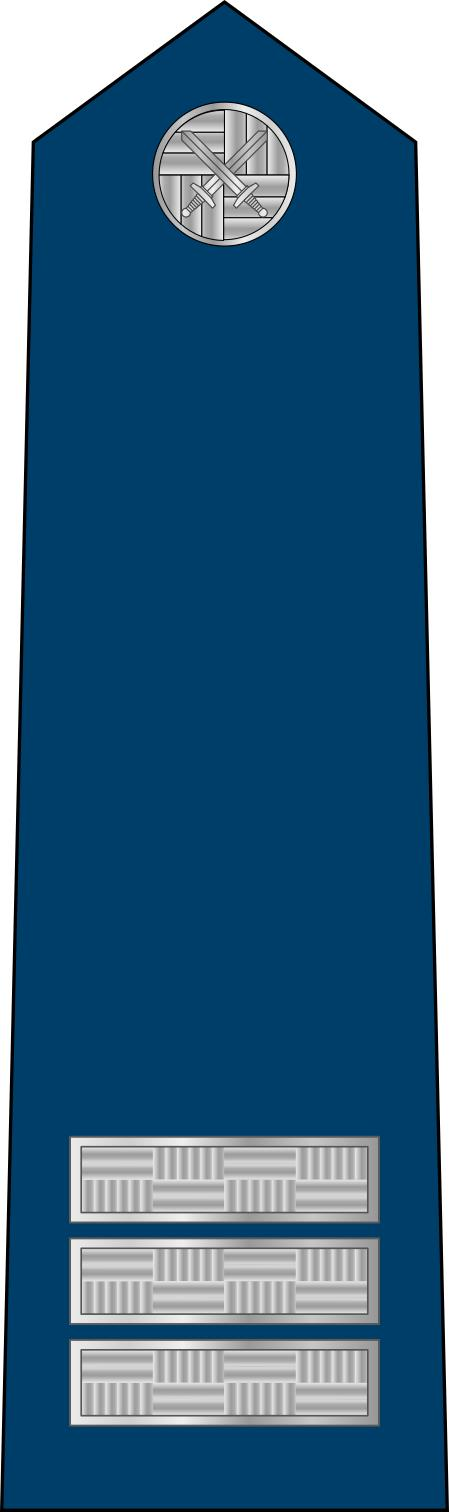
Praporčík Прапорщик
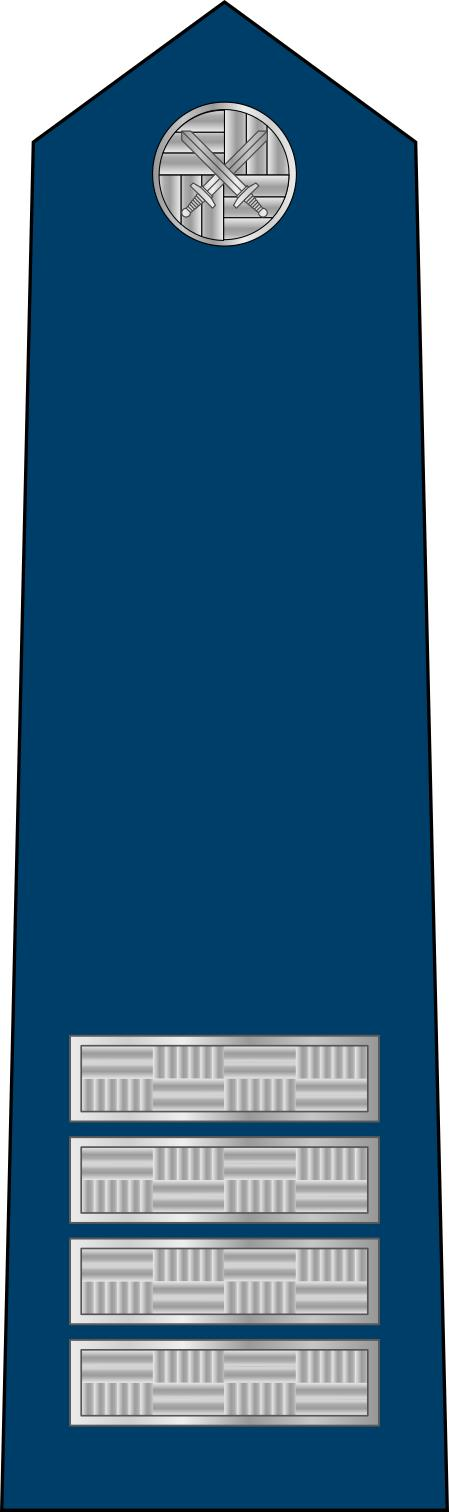
Nadpraporčík Надпрапорщик
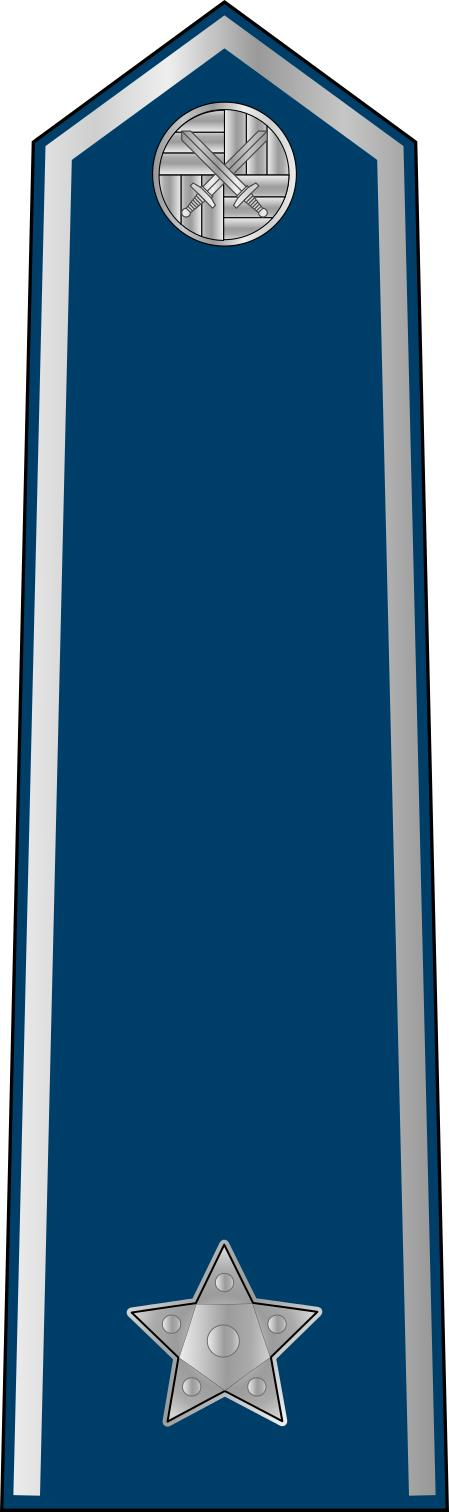
Štábní praporčík Штабний прапорщик

Див. також
- Мічман
- Хорунжий
- Ворент-офіцер
- Старшина (посада)